# تاتیانا سیمیچ
تاتیانا سیمیچ (هلندی: Tatjana Šimić؛ زادهٔ ۹ ژوئن ۱۹۶۳) یک هنرپیشه، خواننده، و بازیگر سینما اهل هلند است. وی از سال ۱۹۸۶ میلادی تاکنون مشغول فعالیت بوده‌است.